# Slezský sborník
Slezský sborník – czeskie czasopismo naukowe założone w 1878, poświęcone głównie historii Śląska. Wydawcą jest Muzeum Ziemi Śląskiej w Opawie.